# لاري ماركس (لاعب كرة قدم أمريكية)
لاري ماركس (بالإنجليزية: Larry Marks)‏ هو لاعب كرة قدم أمريكية أمريكي، ولد في 20 ديسمبر 1902، وتوفي في 19 يناير 1974.